# Villiersicus fulvus
Villiersicus fulvus là một loài bọ cánh cứng trong họ Cerambycidae.